# Ophisops
Genre
Ophisops est un genre de sauriens de la famille des Lacertidae.

## Répartition
Les huit espèces de ce genre se rencontrent en Asie du Sud, au Moyen-Orient, en Afrique du Nord et en Europe du Sud.

## Liste des espèces
Selon The Reptile Database (6 avril 2019) :
- Ophisops beddomei (Jerdon, 1870)
- Ophisops elbaensis Schmidt & Marx, 1957
- Ophisops elegans Ménétries, 1832
- Ophisops jerdonii Blyth, 1853
- Ophisops kutchensis Agarwal, Khandekar, Ramakrishnan, Vyas & Giri, 2018
- Ophisops leschenaultii (Milne-Edwards, 1829)
- Ophisops microlepis Blanford, 1870
- Ophisops minor (Deraniyagala, 1971)
- Ophisops occidentalis (Boulenger, 1887)
- Ophisops pushkarensis Agarwal, Khandekar, Ramakrishnan, Vyas & Giri, 2018

## Étymologie
Le nom de ce genre, ophisops, vient du grec οφις, « serpent », et ωψ, « vue, aspect, œil », soit « à œil de serpent » en référence à leur paupières soudées comme les serpents.

## Publication originale
- Ménétries, 1832 : Catalogue raisonné des objets de zoologie recueillis dans un voyage au Caucase et jusqu’aux frontières actuelles de la Perse. p. 1-330 (texte intégral).